# Nate McMillan
Nathaniel "Nate" McMillan (Raleigh, 3 de agosto de 1964) é um treinador e ex-jogador norte-americano de basquete. Ele treinou o Seattle SuperSonics de 2000 a 2005, o Portland Trail Blazers de 2005 a 2012, o Indiana Pacers de 2016 a 2020 e o Atlanta Hawks de 2021 a 2023. Ele recebeu o apelido de Mr.Sonic depois de passar toda a sua carreira de jogador e suas primeiras 6 temporadas de treinador com os SuperSonics.

## Início da vida e carreira universitária
McMillan cresceu na Carolina do Norte e frequentou a escola William G. Enloe High School em Raleigh, onde passou despercebido por importantes olheiros da faculdade.
Depois de jogar por dois anos no Chowan College em Murfreesboro, Carolina do Norte, ele voltou a Raleigh para jogar na Universidade Estadual da Carolina do Norte.

## Carreira como jogador
McMillan foi escolhido pelo Seattle SuperSonics como a 30ª escolha no draft da NBA de 1986. Ele passaria toda a sua carreira na NBA em Seattle. Durante seus 12 anos de carreira, McMillan teve médias de 5,9 pontos, 6,1 assistências e 1,9 roubadas de bola. Ele ainda compartilha (com Ernie DiGregorio) o recorde de mais assistências feitas por um novato em um único jogo com 25.
Ele era conhecido por sua excelente defesa, liderando a NBA em roubadas de bola por jogo na temporada de 1993-94 e sendo nomeado para a Segunda-Equipe Defensiva da NBA nas temporadas de 1993-94 e de 1994-95.
Na temporada de 1995-96, McMillan ajudou os SuperSonics a chegar às finais da NBA contra o Chicago Bulls de Michael Jordan. Os SuperSonics foi o único time a vencer os Bulls três vezes naquela temporada (uma vez na temporada regular e duas vezes nos playoffs).
Conhecido como "Sr. Sonic" por seus 19 anos de serviço à equipe, a camisa 10 que ele usou foi aposentada pela franquia. Ele também era conhecido por ser um terço da equipe "Big Mac" dos SuperSonics no final dos anos 80 e início dos anos 90, sendo os outros Xavier McDaniel e Derrick McKey.

## Carreira de treinador

### Seattle SuperSonics (1998–2005)
Depois de se aposentar em 1998, McMillan ficou em Seattle como assistente de Paul Westphal. Ele ocupou esse cargo até 2000, quando os Sonics demitiram Westphal e botou McMillan como treinador interino. Embora a equipe tenha perdido os playoffs durante seu primeiro ano, ele conquistou um recorde de 38-29 como treinador interino. Ele foi contratado como treinador principal para a temporada de 2001-02 e levou o clube aos playoffs.
Os Sonics de McMillan tiveram registros medíocres nos próximos dois anos. Na temporada de 2004-05, ele levou o time para um recorde de 52-30 na temporada regular. A equipe avançou para as semifinais da Conferência Oeste, onde perdeu para o San Antonio Spurs.

### Portland Trail Blazers (2005–2012)
Em 6 de julho de 2005, depois de 19 anos, McMillan deixou Seattle para se tornar o treinador principal do Portland Trail Blazers. Ele assumiu um time cheio de problemas dentro e fora das quadras, mas conseguiu acalmar as coisas em Portland. Seu estilo de treinamento duro lhe valeu o apelido de "Sargento".
Em 5 de dezembro de 2009, McMillan rompeu o tendão de Aquiles direito durante um treino. Ele treinou a maior parte da temporada com uma bota protetora após a cirurgia e levou a equipe a 50 vitórias, apesar de um número histórico de lesões em seus principais jogadores. McMillan treinou os Blazers até 15 de março de 2012.

### Indiana Pacers (2013–2020)
Em 1º de julho de 2013, McMillan foi contratado pelo Indiana Pacers como treinador assistente para a temporada de 2013-14. Ele substituiu Brian Shaw, que aceitou a posição de treinador principal do Denver Nuggets. Em maio de 2016, depois que o contrato do ex-técnico Frank Vogel não foi prorrogado, McMillan foi promovido a técnico dos Pacers.
No primeiro ano de McMillan como treinador principal, a equipe experimentou uma turbulência em torno do descontentamento e eventual saída de Paul George, que foi negociado para o Oklahoma City Thunder em junho de 2017. Apesar desse drama, os Pacers chegaram aos playoffs em todas as quatro temporadas de McMillan com a equipe, incluindo três anos consecutivos sem George. Isso se deve em grande parte ao surgimento dos dois jogadores pelos quais foi negociado, Victor Oladipo, que ganhou o Prêmio da Jogador que Mais Evoluiu em 2017 e foi nomeado para seu primeiro All-Star Game em 2018, e Domantas Sabonis, que também foi para o All-Star Game em 2019. 
Em 12 de agosto de 2020, Indiana anunciou que havia estendido o contrato de McMillan. No entanto, ele foi demitido apenas duas semanas depois, depois que os Pacers foram varridos na primeira rodada dos playoffs pelo segundo ano consecutivo.

### Atlanta Hawks (2020–2023)
Em 11 de novembro de 2020, o Atlanta Hawks contratou McMillan como treinador assistente de Lloyd Pierce. Em 1º de março de 2021, McMillan foi nomeado técnico interino após a demissão de Pierce. Após a promoção de McMillan, Atlanta prontamente entrou em uma sequência de oito vitórias consecutivas. O sucesso de Atlanta continuou nos playoffs com eles vencendo o New York Knicks em cinco jogos e o Philadelphia 76ers em sete jogos. Com essa vitória na série, os Hawks chegaram às finais da Conferência Leste, apenas a segunda vez em 54 anos que passaram da segunda rodada. McMillan levou os Hawks à sua primeira vitória nas finais da conferência, derrotando o Milwaukee Bucks por 116-113 no Jogo 1. No entanto, os Hawks perderiam a série em seis jogos.
Em 5 de julho, McMillan e os Hawks concordaram, em princípio, em retirar a tag "interino" de seu título e torná-lo o 14º técnico da história da franquia com um contrato de quatro anos. Em 7 de julho, o acordo foi formalmente anunciado com o gerente geral, Travis Schlenk, elogiando o "trabalho incrível" que McMillan fez depois de assumir a equipe no meio da temporada.
Em 21 de feveireiro de 2023, os Hawks reincidiram o contrato com o treinador. A justificativa foram os baixos desempenhos do time, apenas ganhando um jogo nos playoffs do ano anterior a sua demissão e também o desgaste com o então astro do time, Trae Young.

## Carreira na seleção
McMillan foi assistente técnico de Mike Krzyzewski na Seleção Americana na Copa do Mundo de 2006 e nas Olimpíadas de 2008 e de 2012, conquistando as medalhas de bronze e ouro, respectivamente.

## Estatísticas na NBA

### Como jogador

#### Temporada regular
| Ano      | Equipe   | PJ  | PT  | MPJ  | AP   | 3P   | LL    | RT  | AS  | BR   | TO | PPJ |
| -------- | -------- | --- | --- | ---- | ---- | ---- | ----- | --- | --- | ---- | -- | --- |
| 1986–87  | Seattle  | 71  | 50  | 27.8 | .475 | .000 | .617  | 4.7 | 8.2 | 1.8  | .6 | 5.3 |
| 1987–88  | Seattle  | 82  | 82* | 29.9 | .474 | .375 | .707  | 4.1 | 8.6 | 2.1  | .6 | 7.6 |
| 1988–89  | Seattle  | 75  | 74  | 31.2 | .410 | .214 | .630  | 5.2 | 9.3 | 2.1  | .6 | 7.3 |
| 1989–90  | Seattle  | 82* | 69  | 28.5 | .473 | .355 | .641  | 4.9 | 7.3 | 1.7  | .5 | 6.4 |
| 1990–91  | Seattle  | 78  | 0   | 18.4 | .433 | .354 | .613  | 3.2 | 4.8 | 1.3  | .3 | 4.3 |
| 1991–92  | Seattle  | 72  | 30  | 22.9 | .437 | .276 | .643  | 3.5 | 5.0 | 1.8  | .4 | 6.0 |
| 1992–93  | Seattle  | 73  | 25  | 27.1 | .464 | .385 | .709  | 4.2 | 5.3 | 2.4  | .5 | 7.5 |
| 1993–94  | Seattle  | 73  | 8   | 25.8 | .447 | .391 | .564  | 3.9 | 5.3 | 3.0* | .3 | 6.0 |
| 1994–95  | Seattle  | 80  | 18  | 25.9 | .418 | .342 | .586  | 3.8 | 5.3 | 2.1  | .7 | 5.2 |
| 1995–96  | Seattle  | 55  | 14  | 22.9 | .420 | .340 | .707  | 3.8 | 3.6 | 1.7  | .3 | 5.0 |
| 1996–97  | Seattle  | 37  | 2   | 21.6 | .409 | .333 | .655  | 3.2 | 3.8 | 1.6  | .2 | 4.6 |
| 1997–98  | Seattle  | 18  | 1   | 15.5 | .343 | .441 | 1.000 | 2.2 | 3.1 | .8   | .2 | 3.4 |
| Carreira | Carreira | 796 | 373 | 24.7 | .433 | .317 | .672  | 3.8 | 5.7 | 1.8  | .4 | 5.7 |

#### Playoffs
| Ano      | Equipe   | PJ | PT | MPJ  | AP   | 3P   | LL    | RT  | AS  | BR  | TO | PPJ |
| -------- | -------- | -- | -- | ---- | ---- | ---- | ----- | --- | --- | --- | -- | --- |
| 1987     | Seattle  | 14 | 14 | 25.4 | .435 | –    | .708  | 3.9 | 8.0 | 1.0 | .7 | 5.1 |
| 1988     | Seattle  | 5  | 5  | 25.4 | .343 | .000 | .643  | 4.2 | 6.6 | .4  | .6 | 6.6 |
| 1989     | Seattle  | 8  | 7  | 25.5 | .475 | .000 | .640  | 3.1 | 7.9 | 1.3 | .6 | 6.8 |
| 1991     | Seattle  | 5  | 0  | 19.0 | .261 | .000 | .500  | 3.6 | 4.4 | 1.2 | .2 | 2.8 |
| 1992     | Seattle  | 9  | 2  | 27.3 | .422 | .231 | .714  | 3.7 | 7.0 | 1.8 | .3 | 9.6 |
| 1993     | Seattle  | 19 | 2  | 21.8 | .340 | .208 | .533  | 3.5 | 5.4 | 2.1 | .6 | 4.8 |
| 1994     | Seattle  | 5  | 0  | 21.8 | .320 | .364 | .250  | 3.2 | 2.0 | 1.2 | .2 | 4.2 |
| 1995     | Seattle  | 4  | 4  | 28.3 | .348 | .125 | 1.000 | 4.5 | 7.3 | 2.5 | .5 | 4.8 |
| 1996     | Seattle  | 19 | 0  | 20.3 | .406 | .475 | .643  | 3.7 | 2.7 | 1.2 | .3 | 4.4 |
| 1997     | Seattle  | 3  | 0  | 13.7 | .000 | .000 | –     | 1.7 | 1.0 | .3  | .0 | .0  |
| 1998     | Seattle  | 7  | 0  | 14.1 | .333 | .167 | 1.000 | 2.3 | 2.1 | .4  | .3 | 2.3 |
| Carreira | Carreira | 98 | 34 | 22.0 | .334 | .157 | .663  | 3.4 | 4.9 | 1.2 | .3 | 4.6 |

### Como treinador
|          |          |       |     |     |      |                           | Playoffs | Playoffs | Playoffs | Playoffs | Playoffs                              |
| Time     | Ano      | J     | V   | D   | V–D% | Classificação             | J        | V        | D        | V–D%     | Resultados                            |
| -------- | -------- | ----- | --- | --- | ---- | ------------------------- | -------- | -------- | -------- | -------- | ------------------------------------- |
| Seattle  | 2000–01  | 67    | 38  | 29  | .567 | 5º na Divisão do Pacífico | —        | —        | —        | —        | Não foi para os playoffs              |
| Seattle  | 2001–02  | 82    | 45  | 37  | .549 | 4º na Divisão do Pacífico | 5        | 2        | 3        | .400     | Perdeu na primeira rodada             |
| Seattle  | 2002–03  | 82    | 40  | 42  | .488 | 5º na Divisão do Pacífico | —        | —        | —        | —        | Não foi para os playoffs              |
| Seattle  | 2003–04  | 82    | 37  | 45  | .451 | 5º na Divisão do Pacífico | —        | —        | —        | —        | Não foi para os playoffs              |
| Seattle  | 2004–05  | 82    | 52  | 30  | .634 | 1º na Divisão Noroeste    | 11       | 6        | 5        | .545     | Perdeu nas Semi-Finais de Conferência |
| Portland | 2005–06  | 82    | 21  | 61  | .256 | 5º na Divisão Noroeste    | —        | —        | —        | —        | Não foi para os playoffs              |
| Portland | 2006–07  | 82    | 32  | 50  | .390 | 3º na Divisão Noroeste    | —        | —        | —        | —        | Não foi para os playoffs              |
| Portland | 2007–08  | 82    | 41  | 41  | .500 | 3º na Divisão Noroeste    | —        | —        | —        | —        | Não foi para os playoffs              |
| Portland | 2008–09  | 82    | 54  | 28  | .659 | 1º na Divisão Noroeste    | 6        | 2        | 4        | .333     | Perdeu na primeira rodada             |
| Portland | 2009–10  | 82    | 50  | 32  | .610 | 3º na Divisão Noroeste    | 6        | 2        | 4        | .333     | Perdeu na primeira rodada             |
| Portland | 2010–11  | 82    | 48  | 34  | .585 | 3º na Divisão Noroeste    | 6        | 2        | 4        | .333     | Perdeu na primeira rodada             |
| Portland | 2011–12  | 43    | 20  | 23  | .465 | (Demitido)                | —        | —        | —        | —        | —                                     |
| Indiana  | 2016–17  | 82    | 42  | 40  | .512 | 4º na Divisão Central     | 4        | 0        | 4        | .000     | Perdeu na primeira rodada             |
| Indiana  | 2017–18  | 82    | 48  | 34  | .585 | 2º na Divisão Central     | 7        | 3        | 4        | .429     | Perdeu na primeira rodada             |
| Indiana  | 2018–19  | 82    | 48  | 34  | .585 | 2º na Divisão Central     | 4        | 0        | 4        | .000     | Perdeu na primeira rodada             |
| Indiana  | 2019–20  | 73    | 45  | 28  | .616 | 2º na Divisão Central     | 4        | 0        | 4        | .000     | Perdeu na primeira rodada             |
| Atlanta  | 2020–21  | 38    | 27  | 11  | .711 | 1º na Divisão Sudeste     | 18       | 10       | 8        | .556     | Perdeu nas Finais de Conferência      |
| Atlanta  | 2021–22  | 82    | 43  | 39  | .524 | 2º na Divisão Sudeste     | 5        | 1        | 4        | .200     | Perdeu na primeira rodada             |
| Carreira | Carreira | 1.369 | 731 | 638 | .538 |                           | 76       | 28       | 48       | .284     |                                       |

Fonte:

## Vida pessoal
Seu filho, Jamelle, jogou na Universidade do Estado do Arizona e atualmente é treinador adjunto do Atlanta Hawks.